# باشگاه والیبال تروئل
باشگاه والیبال تروئل (انگلیسی: CV Teruel) باشگاه والیبال حرفه‌ای مستقر در تروئل اسپانیا است. این تیم در سوپرلیگ و در لیگ قهرمانان اروپا با دیگر تیم‌ها به رقابت می‌پردازد. تروئل تا سال ۲۰۱۵، شش بار در سوپر لیگ اسپانیا به قهرمانی دست یافته است.